# Mobile Powerful Pro jakjú kósiki License-ban
A Mobile Powerful Pro jakjú kósiki License-ban baseballvideójáték-sorozat, a Dzsikkjó Powerful Pro jakjú sorozat feature phone-os mellékága, melyet a Konami fejlesztett és jelentetett meg. A sorozat első tagja  2006-ban jelent meg, az NTT DoCoMo hálózatán. A sorozat a Nippon Professional Baseball és a Japan Professional Baseball Players Association licence alapján készült, így azokban szerepel a liga csapatainak nevei, címerei, stadionjai és mezei, illetve a játékosok neve és megjelenése. A sorozat utódja a Powerful Pro jakjú Touch.

## A sorozat tagjai
A sorozat első része 2006-ban jelent meg, kizárólag az NTT DoCoMo hálózatán. A 2007-es kiadástól kezdve már a KDDI és a SoftBank hálózatán is elérhető volt. A sorozat utolsó feature phone-kiadása 2012-ben jelent meg, melynek szervereit 2013. március 29-én leállították. 2012. március 1-én Mobile Powerful Pro jakjú kósiki License-ban 2012 for au Smart Pass címmel megjelent egy androidos változat is, mely kizárólag au SmartPass-tagoknak volt elérhető. A játék utódja 2013. április 1-jén jelent meg. 2014. március 31-én leállították a játékot kiszolgáló szervereket.